# Niccolò Ferri
Pour les articles homonymes, voir Ferri.
Niccolò Ferri, né le 2 octobre 1998,, est un coureur cycliste italien.

## Biographie
En 2016, Niccolò Ferri se distingue en remportant le Tour du Valromey dans la catégorie juniors (moins de 19 ans). Il rejoint ensuite le club Mastromarco en 2017 pour ses débuts espoirs (moins de 19 ans). 
Lors de la saison 2019, il remporte le Trophée Tempestini Ledo chez les amateurs. En février 2020, il est sélectionné pour la première fois en équipe d'Italie pour participer au Trofeo Laigueglia, parmi les professionnels. 

## Palmarès
- 2016
  - Tour du Valromey :
    - Classement général
    - 3e étape
- 2019
  - Trophée Tempestini Ledo
  - 3e du Gran Premio Ezio Del Rosso
- 2020
  - 3e de Florence-Empoli